# Roland Schäfer (Diplomat)
Roland Schäfer (* 1958 in Laufenburg, Schweiz) ist ein deutscher Diplomat. Er war von Oktober 2017 bis Juli 2021 Botschafter in Nepal. Vorher war er ab Februar 2013 im Europäischen Auswärtigen Dienst als Direktor zuständig für die Amerikas.

## Leben und Wirken
Roland Schäfer trat nach einem Studium der Romanistik und Geschichte in Freiburg in Freiburg im Breisgau und Saarbrücken 1987 in den Auswärtigen Dienst ein. Erste Auslandsverwendungen führten ihn an die deutsche Vertretung bei den Vereinten Nationen, die Botschaft in Algier und an das Generalkonsulat in Mumbai.
Von 1997 bis 2007 bekleidete er verschiedene Positionen im Auswärtigen Amt in Berlin, unter anderem im Lage- und Krisenzentrum und als Leiter des Arbeitsstabes Frankreich. Ab 2007 war er für drei Jahre stellvertretender Leiter der Botschaft in Buenos Aires, ging dann an die Ständige Vertretung Deutschlands bei der EU und als stellvertretender Leiter an die Botschaft in Tel Aviv. Im Februar 2013 wechselte er zum Europäischen Auswärtigen Dienst. Als Direktor für die Amerikas koordinierte er das EU-Engagement für den Friedensprozess in Kolumbien und entwickelte die EU-Partnerschaft mit den amerikanischen Staaten zu Fragen der öffentlichen Sicherheit, Rechtsstaatlichkeit und nachhaltigen Entwicklungszielen.
Roland Schäfer ist verheiratet und hat zwei erwachsene Kinder.
In dem Buch Auswärtiges Amt: Diplomatie als Beruf war er einer der Autoren des Kapitels „Multilaterale Beziehungen“.